# 黑室
黑室是通讯部门（如邮局）中被官方用于秘密破译和监控通信流量的部门。一般情况下，任何通信流量（如邮件、电报等）都会在送达收件人手中时为该部门所截获。 自路易十八时期法国政府首创黑室之后，组建类似部门以监控通讯的做法逐渐为各国政府所采纳。
在现代美国网络运维中心里，分光镜会把光缆内一定比例的激光转入所谓的“机要室”（也即黑室），例如旧金山SBC通信大楼内的641A室。
“黑室”也会被用于指代译码部门。